# Winter Park (Colorado)
Winter Park es un pueblo ubicado en el condado de Grand en el estado estadounidense de Colorado. En el año 2010 tenía una población de 999 habitantes y una densidad poblacional de 47,8 personas por km².

## Geografía
Winter Park se encuentra ubicada en las coordenadas 39°54′15″N 105°46′45″O / 39.90417, -105.77917.

## Demografía
Según la Oficina del Censo en 2000 los ingresos medios por hogar en la localidad eran de $44,000, y los ingresos medios por familia eran $80,660. Los hombres tenían unos ingresos medios de $35,221 frente a los $27,500 para las mujeres. La renta per cápita para la localidad era de $36,699. Alrededor del 9,2% de la población estaba por debajo del umbral de pobreza.